# Hans Hilfiker

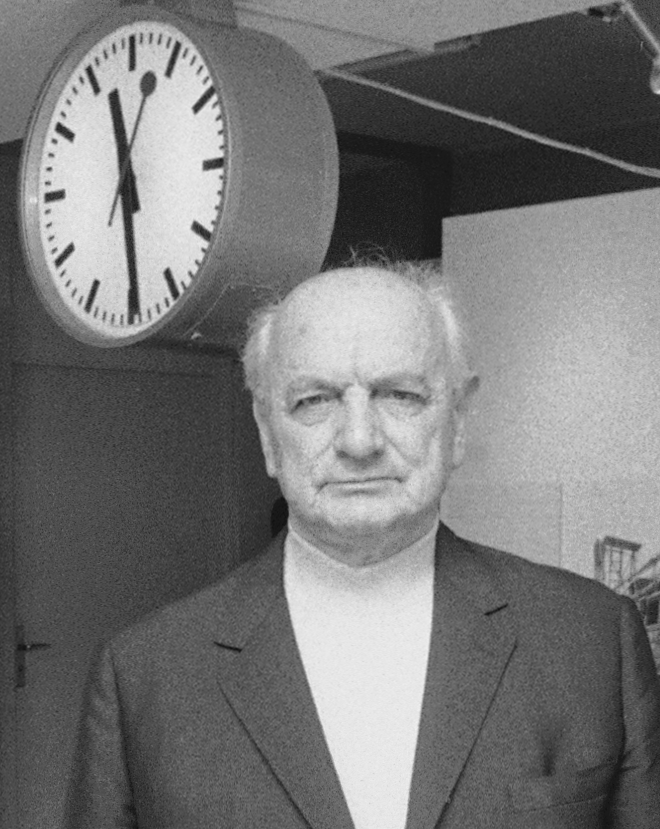
Hans Hilfiker (1984)

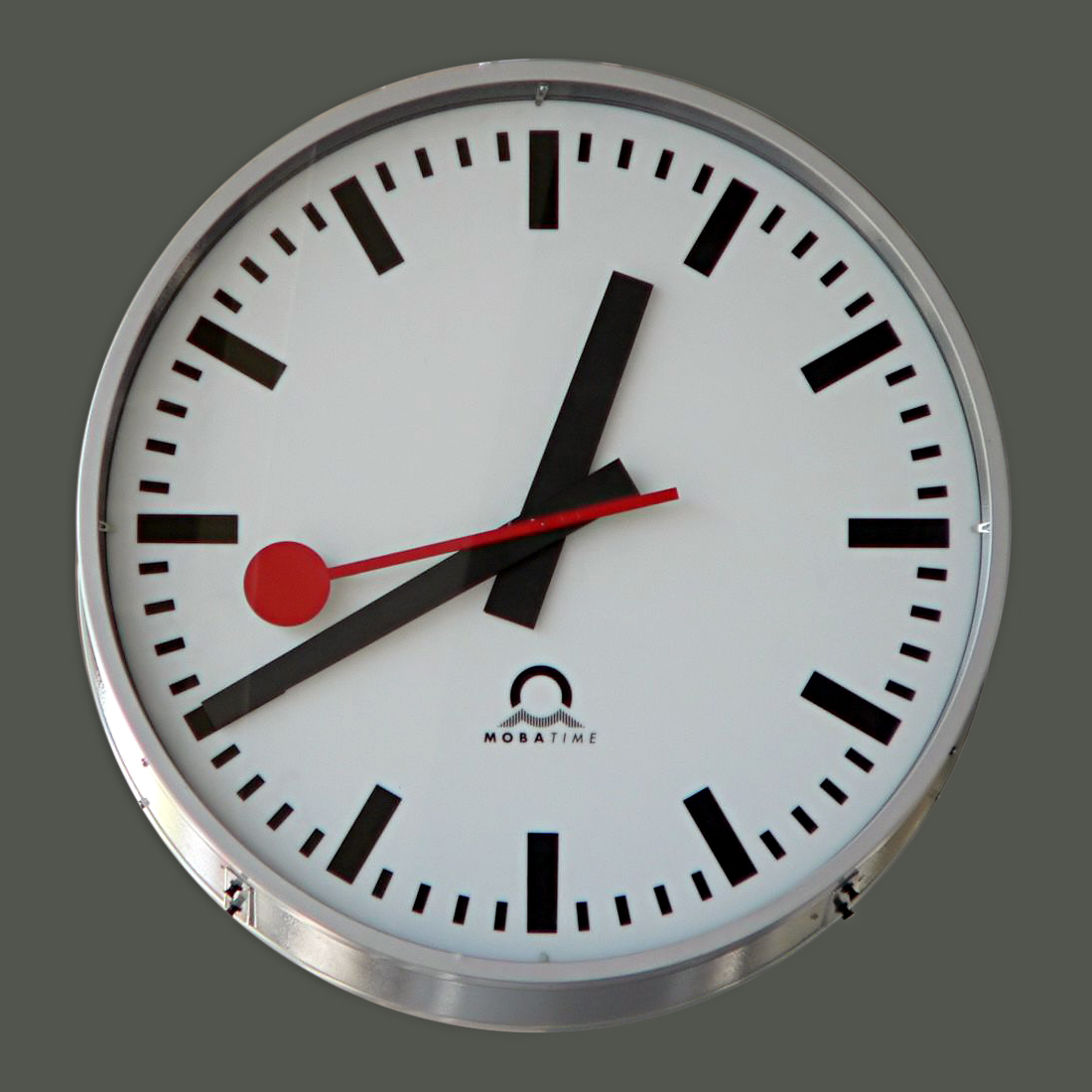
Zegar kolei szwajcarskich

Hans Hilfiker (ur. 15 września 1901 roku w Zurychu – zm. 2 marca 1993 roku w Gordevio Ticino) – szwajcarski inżynier elektryk i projektant wzornictwa przemysłowego. Jako pracownik kolei szwajcarskich zaprojektował w roku 1944 zegar kolei szwajcarskich, który stał się ikoną tych kolei. Poza tym Hilfiker zaproponował do dziś używany szwajcarski standard rozmiarów wyposażenia kuchni (55/60/90 cm).
Słynny design zegara skopiowała firma Apple zamieszczając go w systemie iOS, za co na mocy porozumienia, będzie musiała zapłacić szwajcarskim liniom kolejowym SBB za prawo do korzystania z designu.